# Syracuse Mets
Die Syracuse Mets sind ein Minor League Baseballteam aus Syracuse, New York, welches in der International League (IL) in der North Division spielt. Die Mets sind aktuell das Level-AAA Minor League Team der New York Mets und bestreiten ihre Heimspiele im rund 11.000 Zuschauer fassenden NBT Bank Stadium in Syracuse. Von 1934 bis 2018 hieß der Club Syracuse Chiefs, unterbrochen von der Bezeichnung Syracuse SkyChiefs von 1997 bis 2006.

## Geschichte
Die Chiefs wurden 1934 gegründet. Sie spielten bis 1956 in der International League. Bis 1961 hatte Syracuse keine professionellen Baseballmannschaft mehr.
Im Laufe der Zeit wechselten die Chiefs als Farmteam zu vielen verschiedenen MLB-Teams, darunter auch den New York Yankees und für lange Zeit zu den Toronto Blue Jays, ehe sie 2009 bis heute den Washington Nationals untergeordnet sind.
Ab 1997 liefen sie für kurze Zeit außerdem unter dem Namen Syracuse SkyChiefs auf, dieser wurde jedoch 2006 wieder in ihren ursprünglichen Namen, den Chiefs, geändert.
Nachdem man sich seit der Amtsübernahme 1997 des damaligen General Managers John Simone nur ein einziges  für die Playoffs qualifizieren konnte, wurde dieser schließlich 2013 von jeglichen Aufgaben entbunden. Seither hat nun Jason Smorol als General Manager die Verantwortung. Unter seiner Leitung schafften es die Chiefs 2014 gleich in seinem ersten Amtsjahr in das Playoff-Halbfinale, wo schließlich die Best-Of-5 Serie gegen die Pawtucket Red Sox mit 0:3 verloren wurde. Seit dieser Teilnahme ist allerdings erneut keine weitere Playoffteilnahme dazu gekommen.
2016 schloss man die Runde auf dem sechsten und damit letzten Platz der North Division ab. Erschwerend kommt die finanzielle Lage des Clubs dazu. Bereits mehrfach kokettierte der Teambesitzer mit einem Verkauf. 2016 wurde bekannt, dass die Chiefs an das Onondaga County, den Vermieter der Arena, herangetreten sind, um die Miet- und Nebenkosten für die Arena zu senken.
Seit 2019 gehört das Team zum Franchise der New York Mets und wurde in Syracuse Mets umbenannt.

### Meisterschaften und Division Titel im Einzelnen
| Meistertitel | Divisiontitel |
| ------------ | ------------- |
| 1935         | 1989          |
| 1942         | 2014          |
| 1943         |               |
| 1947         |               |
| 1954         |               |
| 1969         |               |
| 1970         |               |
| 1976         |               |

## Stadion

### NBT Bank Stadium (seit 1997)
Die Syracuse Chiefs spielen seit 1997 im 11.000 Zuschauer fassenden NBT Bank Stadium in Syracuse. Das Stadion gehört dem Onondaga County und wird somit von den Chiefs nur gemietet.
2003 wurde der damalige Syracuse Fußballverein, die Syracuse Salty Dogs, gegründet und liefen ebenfalls im NBT Bank Stadium auf. Obwohl die Mannschaft ein sehr großes Zuschauerinteresse auf sich zog, kam es immer wieder zu Auseinandersetzungen zwischen den Besitzern des Baseballteams der Chiefs und dem Onondaga County. Schließlich meldete der Besitzer der Salty Dogs 2004 allerdings überraschend Insolvenz an und der Fußballverein wurde nach nur 2 Jahren wieder aufgelöst.
Im NBT Bank Stadium trat 2007 unter anderem Countrystar Bob Dylan auf.
2009 musste das rivalisierende Team der Scranton/Wilkes-Barre RailRiders einige seiner Heimspiele im Stadion der Chiefs austragen, da Scranton mit Drainagenproblemen auf dem Feld ihres Spielortes Probleme hatten.

### MacArthur Stadium (1936–1996)
Zuvor wurden die Heimspiele von 1936 bis 1996 im MacArthur Stadium ausgetragen, die anschließend aber abgerissen wurde.

## Kader
Der aktuellen Kader findet sich auf der offiziellen Homepage der Chiefs.

## Nicht mehr vergebene Trikotnummern
| Nummer | Spieler              |
| ------ | -------------------- |
| …      | Tex Simone (Gründer) |
| 9      | Hank Sauer           |
| 42     | Jackie Robinson      |